# Johann Fischl
Johann Fischl (* 7. März 1900 in Tobaj, Ungarn, heute Burgenland, Österreich; † 24. Dezember 1996 in Graz) war Professor für Theologie an der Universität Graz.
Fischl maturierte 1919 und studierte danach Theologie an der Universität Graz. 1922 erhielt er die Priesterweihe, 1925 promovierte er in Theologie und nach einem Studium in Rom 1926 auch in Philosophie. 1935 wurde Fischl Professor für Christliche Philosophie und Apologetik. 1940–1945 war er zwangspensioniert. 1955 wurde er Ordinarius für Philosophie an der theologischen Fakultät. 1948–1949 und 1958–1959 war Fischl Rektor der Universität. 1970 wurde er emeritiert.
Johann Fischls Nachlass befindet sich im Besitz der Universitätsbibliothek Graz.

## Veröffentlichungen (Auswahl)
- Christliche Weltanschauung und die Probleme der Zeit. 1946.
- Was ist der Mensch? 1948.
- Die Wahrheit unseres Denkens. 1946.
- Die Formen unseres Denkens. 1946.
- Geschichte der Philosophie. 5 Bände. Graz 1947–1954.
- als Hrsg. mit Robert Müller: Gestalt und Wirklichkeit. Festgabe für Ferdinand Weinhandl. Berlin 1967.